# 巴塞尔协议III
巴塞尔协议III（英語：Basel III）是由国际清算银行制定，同时得到世界各主要经济体的中央银行（即巴塞尔银行监理委员会）参与制定并同意实施的全球金融监管标准。作为巴塞尔协议的第三版，协议着眼于通过设定关于资本充足率、压力测试、市场流动性风险考量等方面的标准，从而应对在2008年前后的次贷危机中显现出来的金融体系的监管不足。协议强化了资本充足率要求，并新增了关于流动性与杠杆比率的要求。例如，在巴塞尔协议II中，对于信贷和其它信用资产的风险的衡量在很大程度上依赖于外部机构（特别是信用评级机构）的评定，而这个些机构又是不在被监管的范围内的。这导致了一些事后得知并不安全的资产（如某些债权抵押证券）在当时被贴上了非常安全的AAA标签，而这些也对金融危机的产生起了推波助澜的作用。在巴塞尔协议III中，这此信贷产品的风险的衡量则被要求进行更为严谨的情景分析。

## 概述
2010年9月12日制定，该协议要求银行之資本適足率在2013年起从现在的4%提高到4.5%，到2019年進一步提高到6%。加上2.5%的银行資本緩衝，逐步達到8.5%的要求。
巴塞尔委员会認为，之所以为出现2007年开始之全球金融危机，因为银行普遍提高財務槓桿操作比率，并且持有流动性较低的资产，当银行體系面臨资金水位因交易损失或是信用风险的提高而的不断下降,所造成的信用緊縮時，其本身难以承受，導致許多中小型銀行紛紛倒閉。同时，去杠杆化过程中的交易使得资产价格大幅下滑，使得危机进一步恶化。在最严重时，人们对银行體系的偿债能力失去了信心，不得不依靠公共部门如央行的相關貨幣政策減緩市場之信用緊縮現象，以获得充足流动性和资金,甚至是对其债务的担保。为了防止在金融危机中所出現之系统性风险再次發生，因此委员会希望进一步加强监管的框架，使得银行體系更能承受經濟市場環境的變化，避免对世界經濟與金融市場产生重大的影响。

## 对于经济的影响
根据经济合作与发展组织的研究，实施巴塞尔协议III将对于世界经济产生−0.05%至−0.15%的影响。这个影响主要是由于银行体系的融资成本的提高使得其将这个成本部分地将其轉嫁至实体经济即贷款人之上，估计贷款人可能因此需要多支付15至50个基点的息差。但这是基于贷币政策不变的前提之下的，真正的影响可能会由于相关环境与政策的变化而有所不同。

## 外部連結
- Basel III capital rules （页面存档备份，存于）
- Basel III liquidity rules （页面存档备份，存于）
- Bank Management and Control （页面存档备份，存于）, Springer Nature – Management for Professionals, 2020
- U.S. Implementation of the Basel Capital Regulatory Framework （页面存档备份，存于） Congressional Research Service
- Securitized Products Risk Charges: Going Beyond on SSFA （页面存档备份，存于）
- Basel III in India （页面存档备份，存于）
- How Basel III Affects SME Borrowing Capacity